# Gais 1998
Fotbollsklubben Gais spelade säsongen 1998 i division II Västra Götaland, efter att året innan ha slutat trea i serien och missat kval. Gais vann serien och gick åter upp i division I. Intern skyttekung blev återvändande Magnus Gustafsson med 15 mål, som också tilldelades Hedersmakrillen.
I svenska cupen 1997/1998 åkte Gais ut i omgång 4, medan man i svenska cupen 1998/1999 åkte ut i omgång 1.

## Inför säsongen
Gais gjorde sitt andra spelår i division II efter att 1997 ha slutat trea i serien, klubbens genom tiderna sämsta placering. Hans Gren fortsatte som tränare, och som assisterande tränare tog man in den gamle storspelaren Thomas Bloom. Magnus Gustafsson återvände till Gais från IFK Norrköping, och den lovande backen Per "Texas" Johansson värvades från Tranås FF. Bland nyförvärven fanns också den gamle IFK Göteborg-spelaren Peter Hedman, som kom från IK Oddevold.

## Svenska cupen 1997/1998
Gais hade under spelåret 1997 gått vidare till fjärde omgången i cupen. Där ställdes man mot ärkerivalen IFK Göteborg och förlorade med 1–3, och blev därmed utslagna.
| 4 | 1 april 1998 | Gais           | 1 – 3      | IFK Göteborg                                  | Gamla Ullevi           |                        |
|   |              | Henrik Persson | (1 – 1) DN | Pär Karlsson Mikael Nilsson Mikael Martinsson | Göteborg Publik: 3 769 | Göteborg Publik: 3 769 |
|   |              |                |            |                                               | Göteborg Publik: 3 769 | Göteborg Publik: 3 769 |
|   |              |                |            |                                               | Göteborg Publik: 3 769 | Göteborg Publik: 3 769 |

## Division II Västra Götaland
Gais vann Division II Västra Götaland med sex poängs marginal och blev klart för Division I södra 1998. Man hade ett stabilt spel på hemmaplan, med bara en enda förlust. På bortaplan var det värre; trots att Gais vann fler bortamatcher än de förlorade åkte de på plumpar som 0–4 mot Holmalunds IF, 2–6 mot Qviding FIF, 1–3 mot IFK Fjärås och 1–4 mot seriejumbon Åsa IF.

### Tabell
| Nr | Lag              | S  | V  | O | F  | GM | IM | MS  | P  |
| -- | ---------------- | -- | -- | - | -- | -- | -- | --- | -- |
| 1  | Gais             | 22 | 14 | 3 | 5  | 46 | 33 | +13 | 45 |
| 2  | IK Kongahälla    | 22 | 11 | 6 | 5  | 46 | 36 | +10 | 39 |
| 3  | Torslanda IK (U) | 22 | 11 | 5 | 6  | 32 | 25 | +7  | 38 |
| 4  | Holmalunds IF    | 22 | 9  | 6 | 7  | 32 | 26 | +6  | 33 |
| 5  | Qviding FIF      | 22 | 8  | 7 | 7  | 35 | 35 | 0   | 31 |
| 6  | Trollhättans FK  | 22 | 7  | 7 | 8  | 42 | 38 | +4  | 28 |
| 7  | IK Oddevold (N)  | 22 | 8  | 4 | 10 | 35 | 42 | −7  | 28 |
| 8  | Skövde AIK       | 22 | 7  | 7 | 8  | 31 | 39 | −8  | 28 |
| 9  | IF Heimer        | 22 | 6  | 7 | 9  | 41 | 31 | +10 | 25 |
| 10 | Jonsereds IF     | 22 | 6  | 7 | 9  | 24 | 36 | −12 | 25 |
| 11 | IFK Fjärås (U)   | 22 | 6  | 4 | 12 | 32 | 40 | −8  | 22 |
| 12 | Åsa IF           | 22 | 4  | 7 | 11 | 29 | 44 | −15 | 19 |

### Matcher
| Lag             | Hemma | Borta |
| --------------- | ----- | ----- |
| IK Kongahälla   | 1–1   | 2–2   |
| Torslanda IK    | 2–0   | 2–1   |
| Holmalunds IF   | 1–0   | 0–4   |
| Qviding FIF     | 2–0   | 2–6   |
| Trollhättans FK | 3–2   | 3–0   |
| IK Oddevold     | 1–2   | 3–0   |
| Skövde AIK      | 2–0   | 1–1   |
| IF Heimer       | 3–2   | 2–1   |
| Jonsereds IF    | 4–2   | 2–1   |
| IFK Fjärås      | 2–0   | 1–3   |
| Åsa IF          | 6–1   | 1–4   |

### Spelarstatistik
| Spelare               | Matcher | Mål |
| --------------------- | ------- | --- |
| Magnus Gustafsson     | 22      | 15  |
| Per "Palle" Johansson | 22      | 11  |
| Lukasz Chmaj          | 21      | 1   |
| Håkan Eriksson        | 21      | 0   |
| Thomas Andersson      | 20      | 4   |
| Mårten Jonsson        | 20      | 2   |
| Lars Ternström        | 18      | 0   |
| Ajdin Velic           | 17      | 4   |
| Tomislav Mikulic      | 16      | 4   |
| Henrik Persson        | 16      | 2   |
| Andreas Alfredsson    | 16      | 0   |
| Per "Texas" Johansson | 15      | 0   |
| Björn Samuelsson      | 14      | 0   |
| Peter Hedman          | 13      | 2   |
| Robert Lärk           | 11      | 1   |
| Stefan Martinsen      | 9       | 0   |
| Christofer Andersson  | 4       | 0   |
| Johan Flykt-Rosén     | 2       | 0   |
| Martin Johansson      | 1       | 0   |
| Joel Edvardsson       | 1       | 0   |

## Svenska cupen 1998/1999
Gais inledde cupen i första kvalomgången, då man bortabesegrade Skepplanda BTK med 0–2. I andra kvalomgången mötte man Bredaryds IK, och vann med 1–2.
I första omgången av huvudturneringen ställdes Gais mot Ljungskile SK, och förlorade efter straffsparksläggning.
| Q1 | 6 maj 1998 | Skepplanda BTK | 0 – 2 | Gais |             |             |
|    |            |                | [ 5 ] |      | Publik: 511 | Publik: 511 |
|    |            |                |       |      | Publik: 511 | Publik: 511 |
|    |            |                |       |      | Publik: 511 | Publik: 511 |

| Q2 | 27 maj 1998 | Bredaryds IK | 1 – 2 | Gais |                                |                                |
|    |             |              | [ 5 ] |      | Publik: 301 Domare: Jan Byhlin | Publik: 301 Domare: Jan Byhlin |
|    |             |              |       |      | Publik: 301 Domare: Jan Byhlin | Publik: 301 Domare: Jan Byhlin |
|    |             |              |       |      | Publik: 301 Domare: Jan Byhlin | Publik: 301 Domare: Jan Byhlin |

| 1 | 25 juli 1998               | Gais | 1 – 1 | Ljungskile SK |             |             |
|   |                            |      | [ 5 ] |               | Publik: 910 | Publik: 910 |
|   |                            |      |       |               | Publik: 910 | Publik: 910 |
|   | Straffsparksläggning 5 – 6 |      |       |               | Publik: 910 | Publik: 910 |